# Winston Van Cuylenburg
Winston Van Cuylenburg (ur. 11 stycznia 1943) – lankijski bokser, olimpijczyk.
W 1963 roku został wicemistrzem Azji w najlżejszej kategorii, czyli w wadze papierowej.
Startował w wadze muszej na Letnich Igrzyskach Olimpijskich 1964 (Tokio). W pierwszej fazie zawodów zmierzył się z Hongkończykiem Lee Kam Wahem, którego znokautował w drugiej rundzie pojedynku. W kolejnym spotkaniu przegrał jednak z Rumunem Constantinem Ciucą (jednogłośnie na punkty).